# Magazyn Stomatologiczny
Magazyn Stomatologiczny – czasopismo branżowe ukazujące się od roku 1991 jako miesięcznik. "Magazyn Stomatologiczny" jest pismem specjalistycznym przeznaczonym dla stomatologów. Zawiera stałe rubryki: temat miesiąca, aktualności, stomatologia praktyczna, vademecum stomatologa. Pragnąc ułatwić lekarzom stomatologom dopełnienie obowiązku doskonalenia zawodowego, magazyn wprowadził od numeru 4/2006 program edukacyjny. Obecnie nakład wynosi 9500 egz. Redaktorem naczelnym jest prof. dr hab. n. med. Mariusz Lipski.
Na liście czasopism punktowanych przez polskie Ministerstwo Nauki znajduje się w części B z 6 punktami.